# Guido K. Brand

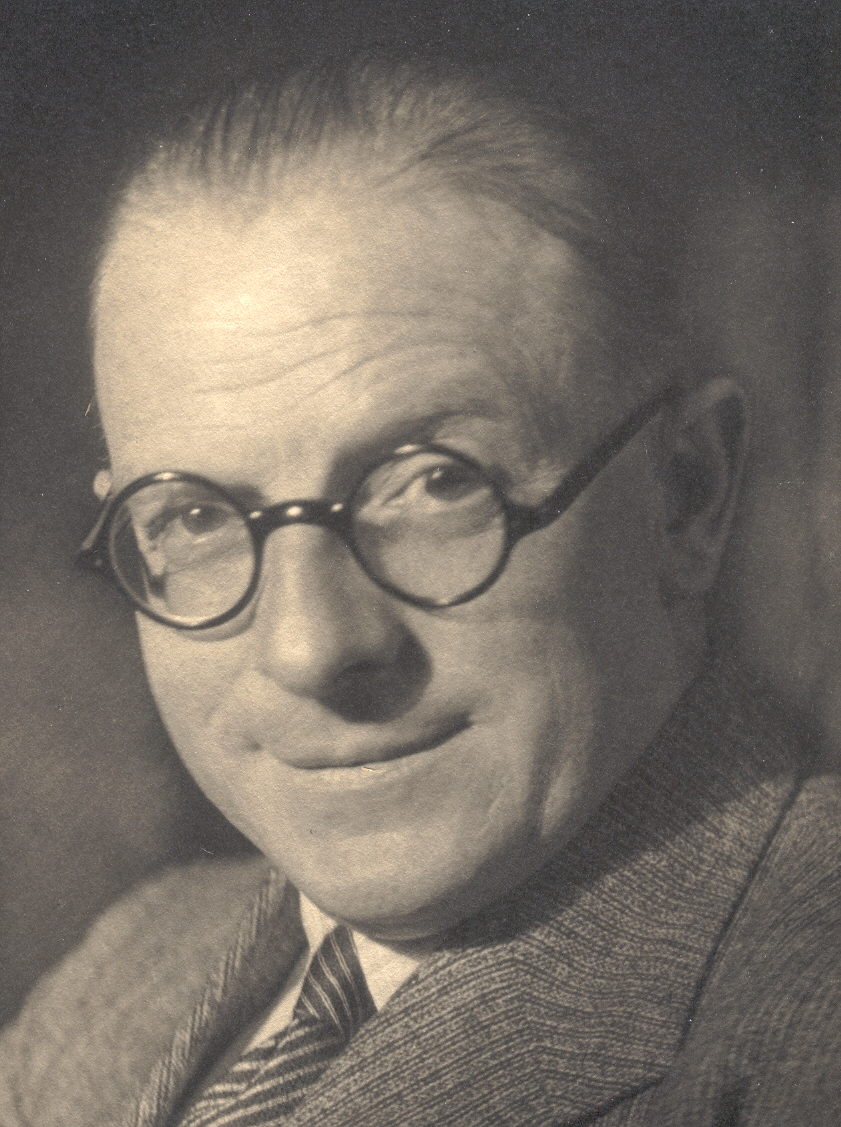
Guido Karl Brand (1932)

Guido Karl Brand (* 20. Mai 1889 in Rothenbuch; † 3. April 1946 in Frankfurt (Oder)) war ein deutscher Literaturhistoriker, Kriegsberichterstatter und Schriftsteller.

## Leben
Guido Karl Brand wurde als drittes von sechs Kindern des Landarztes Carl Ludwig August Brand aus Leutershausen und dessen Frau Maria Mayer aus Marktschorgast geboren. Er studierte Theologie und Philosophie an der Julius-Maximilians-Universität in Würzburg. Seine Dissertation gab er noch vor dem Ausbruch des Ersten Weltkrieges 1914 ab. Der Einsatz an der Westfront in Belgien brachte ihn wohl auch mit der Familie seiner späteren Frau aus Stuttgart zusammen. Am 31. Mai 1915 heiratete er Elsa Clara Hlatki in München, deren Bruder Heinrich ausgerechnet an ihrem Geburtstag, dem 29. Oktober 1914, in Beacleare, Belgien, im Verlauf der Ersten Flandernschlacht gefallen war. 1916 war er als Ministerialrat im Staatsministerium im Melderegister der Stadt verzeichnet.
1919 erhielt er den Dr. phil. und zog mit Frau und Sohn nach Berlin. 1930 waren die Arbeiten zu Brands umfangreichstem Werk abgeschlossen, die Literaturgeschichte von 1880–1930 Werden und Wandlung. Nun arbeitete er für die Reichsbahn, erstellte Werbematerial und begleitete die Fahrt vom Schienenzeppelin auf der Strecke Berlin–Hamburg am 21. Juni 1931. 1933 erschien sein Buch und wurde gleich wieder verboten. Die Machtergreifung der Nationalsozialisten veranlasste die Familie Brand, nun schon mit zwei Söhnen, zwischen 1934 und 1936 nach Budapest auszuweichen, wo Brand nach Alternativen suchte und Material für Romane wie Im Jagdhaus des Herrn Hatvany sammelte. Dieser spielt teilweise an dem einstigen Wohnort der Brands im 12. Bezirk Hegyvidék, Istenhegy.
Letztendlich erfolgte der Entschluss zur Rückkehr nach Berlin. Brand wurde 1939 Befehlshaber im 126-Stellvertretenden Generalkommando des III. Armeekorps, aufgestellt im Bereich Grunewald–Neuruppin. Während des Deutsch-Sowjetischen Krieges stürzte 1941 sein Sohn Heinz Ludwig als Fliegerleutnant und Beobachter im Einsatz bei Murmansk ab. Brand war Kriegsberichterstatter der Organisation Todt. Der Roman Ein Winter ohne Gnade ist diesem Ereignis 1943 gewidmet. Noch bevor die Stadtwohnung dem Bombenhagel zum Opfer fiel, wurde die Familie 1944 in einer Behelfswohnung in Werneuchen, einem östlichen Vorort Berlins untergebracht. Brands private Bibliothek und sein Archiv umfassten 4000 Bände, darunter auch die Schedelsche Weltchronik. Bei einem Brandbekämpfungseinsatz in Berlin verhinderte dann sein Koppelschloss den Sturz durch eine Glaskuppel.
Am 2. April 1945 wurde der Bruder Carl Valentin Brand, allgemeiner Landarzt wie schon der Vater, der zu jener Zeit beruflich in Lohr zu tun hatte, ermordet, weil er die Stadt den US-Truppen kampflos übergeben wollte.
Brand wurde einen Monat vor seinem 56. Geburtstag, kurz vor Kriegsende und noch an der Verletzung leidend in Neuruppin von seinem Sohn gesehen. Am 16. Oktober 1945 wurde Guido Brand in Eichwalde durch die 1. Abt. des operativen Sektors des NKWD der Stadt Berlin als „Mitglied einer faschistischen Organisation“ verhaftet und in das Lager Rüdersdorf bei Berlin verbracht. Die Karteikarte aus dem Zentralarchiv des Föderalen Sicherheitsdienstes (ehemals KGB) verzeichnet seinen Tod, ohne Angaben zum Verlauf der Gefangenschaft, Todesart und Bestattungsort, am 3. April 1946 im Lager bei Frankfurt an der Oder.

## Werke